# 祖利菲·哈吉耶夫
祖利菲·萨利赫奥卢·哈吉耶夫（1935年—1991年11月20日），是一名阿塞拜疆政治人物，曾任阿塞拜疆国民议会议员、阿塞拜疆副总理。

## 生平
1935年，哈吉耶夫出生于亚美尼亚苏维埃社会主义共和国大马斯里克村。1989年以前，他曾担任苏姆盖特执行委员会主席、苏姆盖特党委主席、纳希切万苏维埃社会主义自治共和国内阁部长主席。1976年，他被选为阿塞拜疆苏维埃社会主义共和国最高苏维埃代表，直至之后出任阿塞拜疆国民议会议员直至去世。1989年，哈吉耶夫被任命为阿塞拜疆副总理。在他的任期内，他还负责主持纳戈尔诺-卡拉巴赫事务。
1991年11月20日14时42分，一架米-8直升机在阿塞拜疆纳戈尔诺-卡拉巴赫霍贾文德区的卡拉肯德村附近被亚美尼亚军队击落，阿萨多夫与其他22名乘客和机组人员一同遇难，同机者有俄罗斯、塔吉克斯坦、阿塞拜疆的许多政要。该坠机事件无一幸存。
哈吉耶夫葬于巴库荣誉谷。

## 荣誉
由于他的杰出工作及贡献，哈吉耶夫被授予劳动红旗勋章、人民友谊勋章、荣誉徽章勋章。他还被授予阿塞拜疆共和国“优秀工程师”的称号。在他死后， 阿塞拜疆的一条主要街道、一家他过去工作过的公司、他在苏姆盖特建造的15所学校之一，以及一艘阿塞拜疆石油勘探船都以他命名。

## 相关
- 第一次纳戈尔诺-卡拉巴赫战争
- 1991年阿塞拜疆军队米-8直升机击落事件（英语：1991 Azerbaijani Mil Mi-8 shootdown）
- 阿里·穆斯塔法耶夫
- 钦吉斯·穆斯塔法耶夫（英语：Chingiz Mustafayev）
- 亚美尼亚的阿塞拜疆人（英语：Azerbaijanis in Armenia）